# Гелена-Вест-Сайд (Монтана)
Гелена-Вест-Сайд (англ. Helena West Side) — переписна місцевість (CDP) в США, в окрузі Льюїс-енд-Кларк штату Монтана. Населення — 1331 особа (2020).

## Географія
Гелена-Вест-Сайд розташована за координатами 46°36′20″ пн. ш. 112°6′25″ зх. д. / 46.60556° пн. ш. 112.10694° зх. д. (46.605439, -112.107071).  За даними Бюро перепису населення США в 2010 році переписна місцевість мала площу 37,37 км², з яких 37,30 км² — суходіл та 0,06 км² — водойми.

## Демографія
Згідно з переписом 2010 року, у переписній місцевості мешкало 1637 осіб у 734 домогосподарствах у складі 436 родин. Густота населення становила 44 особи/км².  Було 781 помешкання (21/км²).
Расовий склад населення:
| - 94,7 % — білих - 2,3 % — корінних американців - 0,4 % — чорних або афроамериканців - 0,2 % — азіатів |

До двох чи більше рас належало 2,2 %. Частка іспаномовних становила 2,3 % від усіх жителів.
За віковим діапазоном населення розподілялося таким чином: 21,3 % — особи молодші 18 років, 63,8 % — особи у віці 18—64 років, 14,9 % — особи у віці 65 років та старші. Медіана віку мешканця становила 42,5 року. На 100 осіб жіночої статі у переписній місцевості припадало 101,4 чоловіків;  на 100 жінок у віці від 18 років та старших — 94,6 чоловіків також старших 18 років.
Середній дохід на одне домашнє господарство  становив 69 344 долари США (медіана — 55 125), а середній дохід на одну сім'ю — 105 030 доларів (медіана — 108 456). Медіана доходів становила 56 361 долар для чоловіків та 52 461 долар для жінок. За межею бідності перебувало 9,9 % осіб, у тому числі 0,0 % дітей у віці до 18 років та 4,3 % осіб у віці 65 років та старших.
Цивільне працевлаштоване населення становило 794 особи. Основні галузі зайнятості: науковці, спеціалісти, менеджери — 24,1 %, публічна адміністрація — 22,3 %, мистецтво, розваги та відпочинок — 16,8 %, освіта, охорона здоров'я та соціальна допомога — 15,9 %.